# Route nationale 737
Pour les articles homonymes, voir Route 737.
La route nationale 737 ou RN 737 était une route nationale française reliant Nanteuil à Angoulême. À la suite de la réforme de 1972, elle a été déclassée en RD 737.

## Ancien tracé de Nanteuil à Angoulême (D 737)
- Nanteuil
- La Mothe-Saint-Héray
- Beaussais
- Melle

Tronc commun avec la RN 148
- Chail
- Chef-Boutonne
- Loubillé
- Longré
- Saint-Fraigne
- Aigre

Tronc commun avec la RN 736
- Marcillac-Lanville
- La Chapelle
- Vouharte
- Montignac-Charente
- Balzac
- Gond-Pontouvre
- Angoulême